# Subhash Chandra Bose
Subhash Chandra Bose (født 23. januar 1897, død 18. august 1945) var en indisk politiker og tidligere leder af Kongrespartiet. Han blev dog tvunget til at trække sig tilbage i 1939, hvorefter han stiftede Indian National Army, som kæmpede sammen med japanerne under 2. verdenskrig. 